# ミツビシクリーンエアシステム

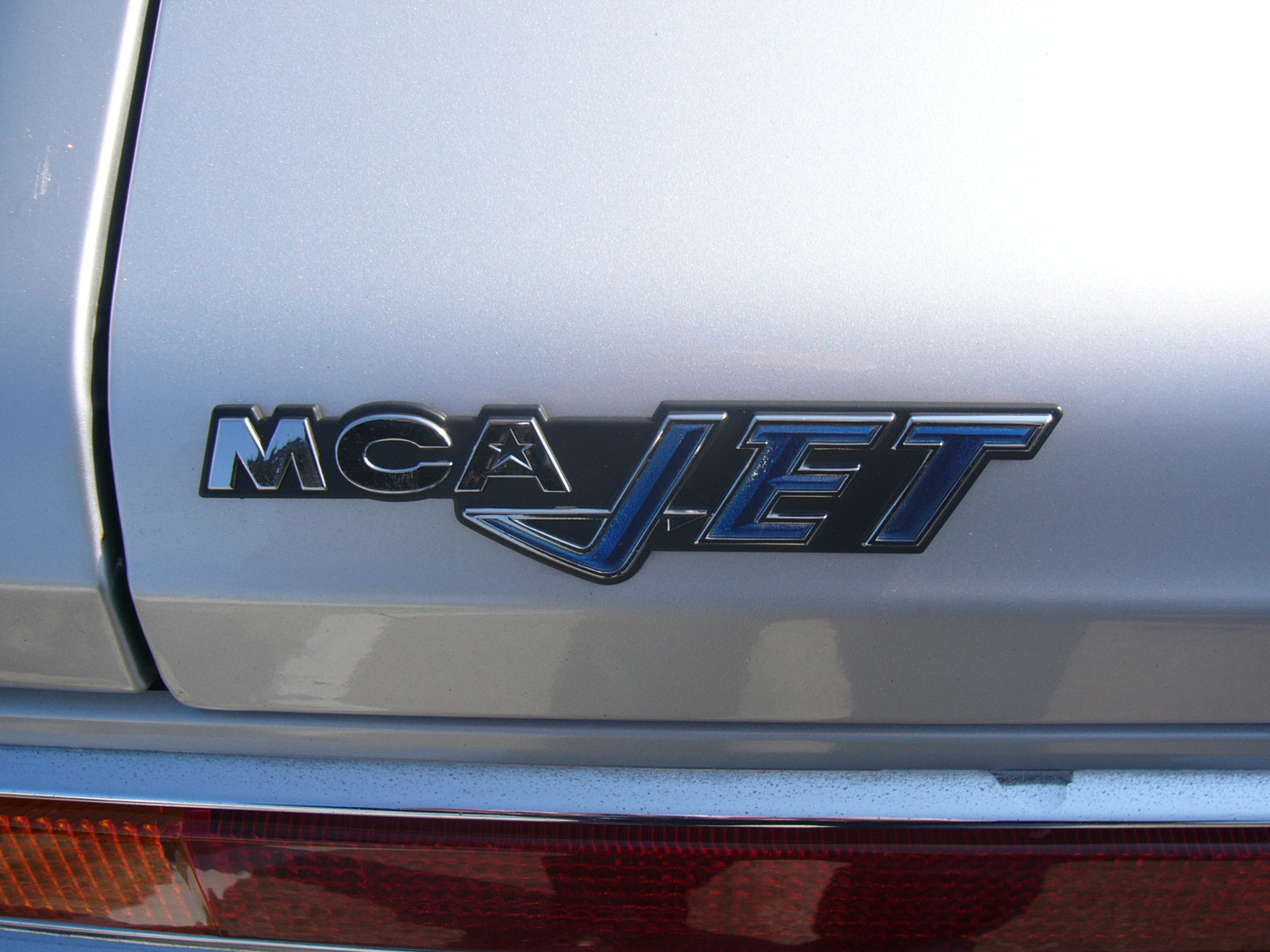
MCA-JET搭載の三菱車に貼付されたMCA-JETエンブレム

ミツビシクリーンエアシステムは、昭和48年度(1973年)以降の日本の自動車排出ガス規制に対応した、三菱自動車工業の公害対策技術。MCAの略称で呼ばれる場合も多い。

## 概要
MCAとはMitsubishi Clean Airのアクロニムである。最も著名なものは1970年代末に登場した補助吸気バルブを持つMCA-JETであるが、この方式に収斂されるまでには数種類の排ガス浄化方式が存在した。
同時期の他社の排出ガス対策技術と同様に、MCA導入車種の多くにトランクリッドやヘッドカバー等に「MCA」「MCA51」「MCA-JET」などのエンブレムやステッカーが貼付されていたため、対策前の車両との識別が容易に行えた。
当時ラインナップされていた三菱製エンジンの大多数が、この技術による排ガス対策を受けているが、DOHC仕様の4G32や直列6気筒の6G34（サターン6）、新三菱重工業（現・三菱重工業）名義で開発され、この時点で既に旧態化していたOHVのKE型エンジンのように、MCAの本格導入が行われないまま姿を消したエンジンも存在した。

## MCA (MCA-I)
1971年ごろより登場、昭和48年排出ガス規制に対応すべく開発された形式。チャコールキャニスター、シールド式クランクケースブリーザー、バキューム進角装置付ディストリビューターなど比較的初歩の排ガス対策機器のみの搭載であった。登場当初は特別な呼称は無かったようであるが、後にMCA-IIの開発が始まると、73年頃からはこの形式はMCA-Iと呼ばれるようになった。
軽自動車におけるMCAは、72年末のミニカスキッパーF4に代表される、2ストローク機関（三菱・2G10）から4ストローク機関（三菱・2G2系エンジン）への移行が48年規制対策の目玉であったが、2ステージ2バレルキャブレター、半球型クロスフロー燃焼室、V型配置ポペットバルブ、センター配置点火プラグ、温水予熱式（ヒートライザー）インテークマニホールドや吸気予熱（ウォームエアインテーク）等のエンジン側の改良も多数施された。

## MCA-II
1974年ごろより登場。48年規制から大幅に規制内容が強化され、日本版マスキー法とも呼ばれた昭和50年排出ガス規制以降の規制適合の為に開発された。いくつかの形式が存在するが、原則としてはMCA-Iの機構を下敷きに、より本格的な排ガス対策機器を追加したものとなっている。
三菱はMCA-IIと同時期にフレデリック・ランチェスターの理論を具現化したバランサーシャフトの一種であるサイレントシャフトの開発にも成功、MCAとサイレントシャフトの組み合わせは、70年代から80年代に掛けての三菱製エンジンの代名詞ともなった。
MCA-IIの中でも昭和51年排出ガス規制に適合したものは、MCA-51と呼ばれる場合もあった。

### MCA-IIB
サーマルリアクター方式。MCA-Iにエアポンプ式サーマルリアクター、EGRを追加することで、50年規制に適合した。キャブレターにもオートチョーク、燃調制御ソレノイドが追加され、主に暖機運転時間の短縮制御が行われている。EGRはインテークマニホールドの吸気圧力と、水温を検知するサーモバルブにて再循環量の制御が行われる。ディストリビューターには点火時期進角ダイアフラムの他に、遅角ダイヤフラムが追加され、主に再燃焼の最適化のための点火時期制御が行われた。エンジンルーム内の熱害を考慮して、排気温度警告灯をはじめとする複数の温度警告灯が設けられ、ボンネットから熱気を排出するための電動フードファンも設けられた。翌76年には小改良で51年規制にも適合し、MCA-51とも呼ばれるようになった。

### MCA-IIC
1976年、軽自動車規格の改正に伴い、暫定的に471ccの排気量とされたミニカ5やミニキャブ5の2G22エンジン用に開発された形式。MCA-Iをベースにしている点は共通しているものの、登録自動車向けのMCA-IIBと異なり、サーマルリアクターではなく酸化触媒とリードバルブ式二次空気導入装置を追加している事が特徴である。51年規制適合の為、MCA-51と呼ばれる場合もある。ミニカ用としては1977年に550cc化された2G23でこの形式が継続したものの、1978年からはMCA-JETで53年規制をクリアした550ccのG23Bエンジンへと移行したため、生産数はあまり多くない。しかし、比較的規制値の緩い軽商用車向けへの生産は継続され、マツダ・ポーターキャブのOEMエンジンとして1983年まで存続していた。

### MCA-IID
MCA-IIBをベースに、LPG車向けの調整を施したもの。51年規制適合。ギャランのタクシー仕様向けに製造された。

## MCA-JET

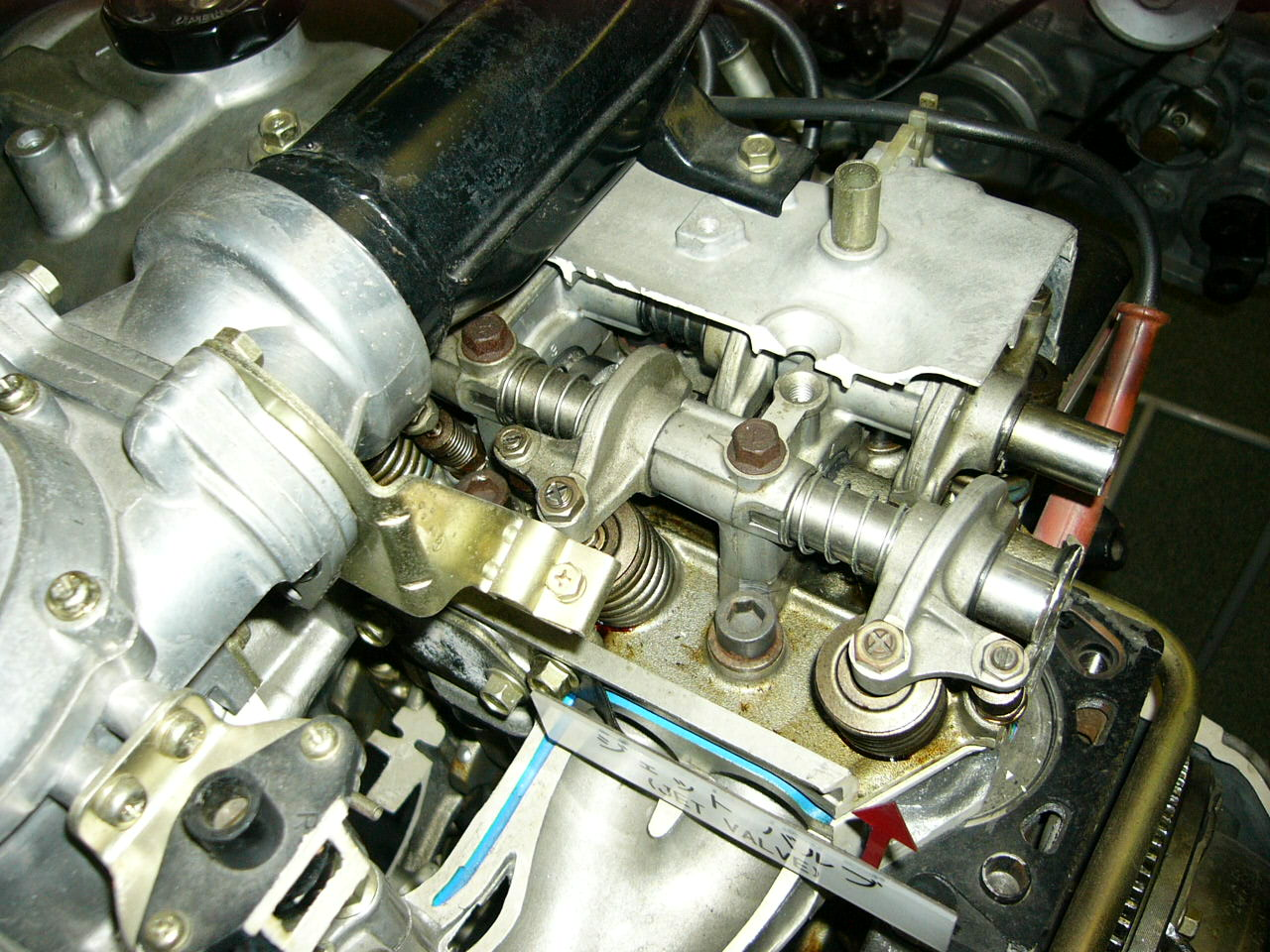
ジェットバルブが組み込まれたシリンダーヘッドの一例

1977年登場の希薄燃焼方式。MCA-IIBとはシステムが大きく変わり、三元触媒(当初は酸化触媒)とEGRを主体とする方式となり、触媒の補助としてリードバルブ式二次空気導入装置も併用された。最大の特徴はジェットバルブと呼ばれる超小型の吸気バルブが半球型燃焼室内に配置され、空気または混合気を高速でシリンダー内に吹き込むことで、強力なスワール（乱流）を発生される構造である。これにより25:1に迫る希薄混合気化や大量のEGRを掛けた場合でも安定した燃焼が得られるようになり、NOxを低減して昭和53年排出ガス規制をクリアするとともに、燃費の改善にも大きく貢献することになった。

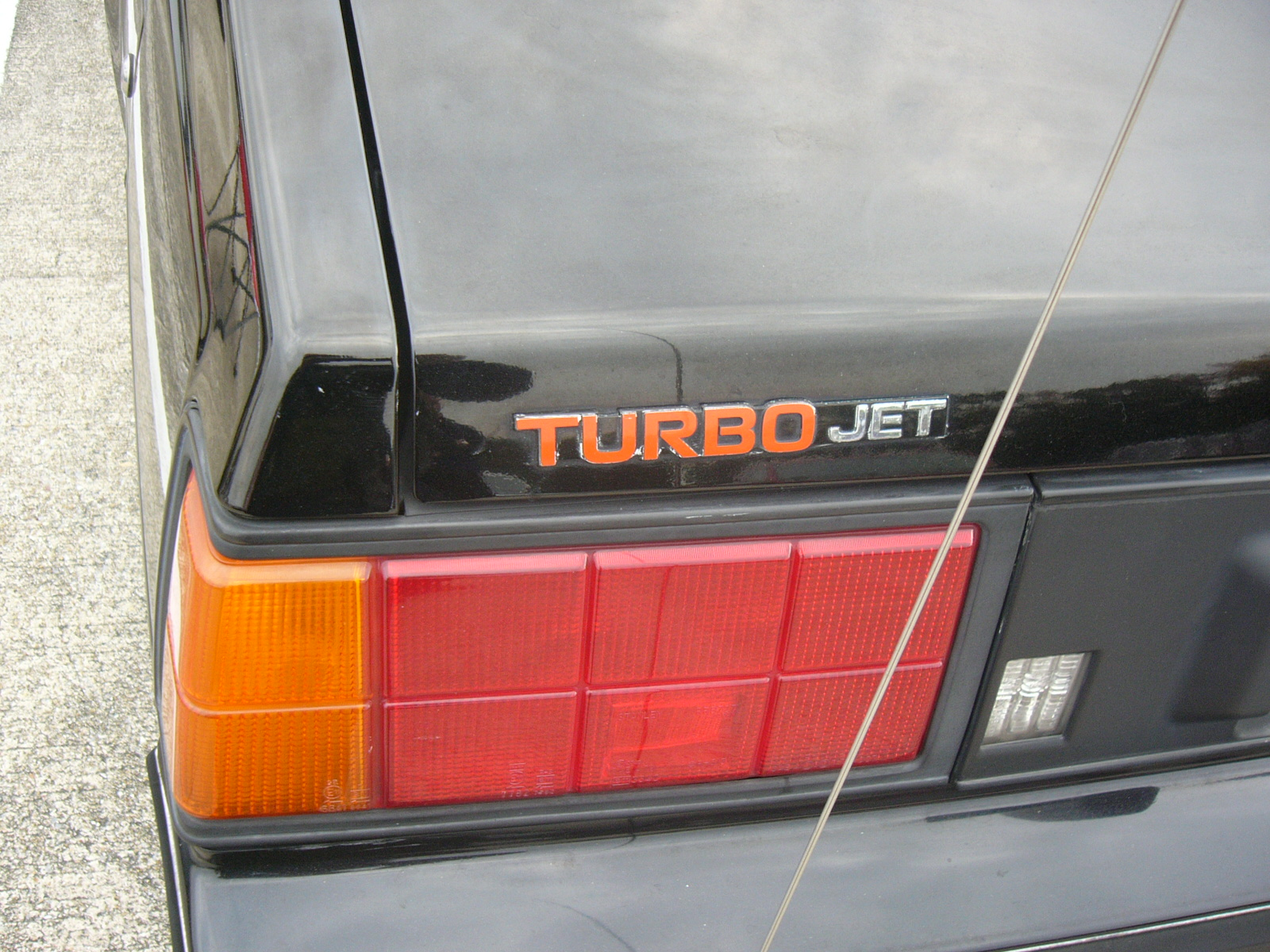
MCA-JETとターボチャージャーの双方を搭載している事を示すTURBO-JETエンブレム

後年には電子制御式キャブレターや電子制御式燃料噴射装置も組み合わされたエンジンも登場し、エレクトロジェット（ELECTRO JET）と称された他、ターボチャージャーやスーパーチャージャーなどの過給機付きエンジンも登場した。

### ジェットバルブ

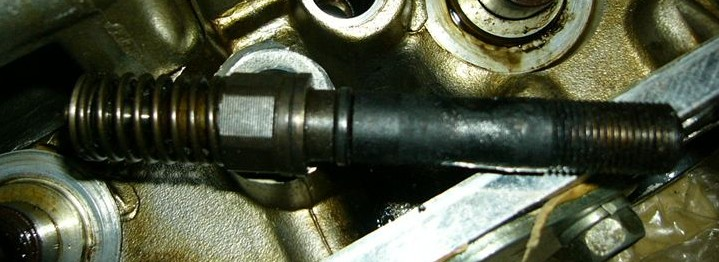
ジェットバルブ

ジェットバルブはサインペンほどの太さの金属筒内に、傘部直径3mm程度のポペットバルブ、バルブスプリング、ステムシール、リテーナー、コッターなどの通常の吸排気バルブと同じ構造の部品が組み込まれており、シリンダーヘッドにはバルブユニットASSYの状態で点火プラグと同様にねじ込み装着される。燃焼室側には渦流室式ディーゼルエンジンの噴孔に似た形状の噴出孔が装着されており、強力なスワール流の形成と同時に、ジェットバルブ傘部が直接燃焼炎に晒される事を防いでいる。ジェットバルブへの駆動伝達は、吸気バルブ側のロッカーアームを二又に分岐させる事で行われており、スペースの制約からタペットはアジャストスクリュー方式が最後まで用いられた。ジェットバルブ単独のオーバーホール（バルブシート摺合せ）も可能であるが、原則として不具合が生じた場合にはバルブユニットごとASSY交換される。
同時期の日産・Z型エンジン（NAPS-Z）が、MCA-JETと同様の「大量EGR下での安定した燃焼」という命題を克服するために、吸排気ポートをシリンダーに対して螺旋形状に配置したスワールポートとし、点火プラグを1シリンダー辺り2本とするツインプラグ構成を採っていたのに対して、MCA-JETはごく一般的な形状の吸排気ポートとシングルプラグ構成であっても、ジェットバルブを追加するだけで強力なスワール形成が行えるようになる事から、1977年にG11B オリオン80エンジンに搭載されて53年規制に適合して以降、軽自動車用の2G2型、普通車向けの4G3型や4G6型、4G5型へと順次採用が拡大された。また、当時三菱と提携していたクライスラー（ダッジ及びプリムス）の販売ルートに車輌そのもの（バッジエンジニアリング）やエンジンのOEM供給を行う事で、MCA-JETとサイレントシャフト搭載エンジンは北米市場にも拡販されていった。また、韓国の現代自動車にもクライスラーと同様の形でMCA-JETエンジンの供給が行われ、韓国国内でも販売が行われた。
しかし、その後三菱製エンジンの主力が半球型燃焼室のSOHCからペントルーフ型DOHCへ移行したことや、SOHCエンジンにおいても三菱・シリウスDASH3×2を経てMVVなどのマルチバルブヘッドへと移行したことで、MCA-JETの採用は1986年登場の6G7型V型6気筒のSOHC 12バルブエンジンや1987年登場の3G81型直列3気筒のSOHC 6バルブエンジンなどを最後に行われなくなった。また、ジェットバルブはバルブスプリングが非常に柔らかく、高回転域でバルブサージングを起こしやすい欠点があり、動弁機構の軽量化の妨げにもなりやすかったため、チューニングカーの世界においては、クランクシャフトの2倍の回転数で回るために、高回転域で焼き付きを起こしやすいサイレントシャフト共々、部品交換により無効化される事が多かった。

### サイクロンエンジン
1986年から90年ごろに掛けて、三菱製エンジンがSOHCからDOHCへと移行する過渡期の技術として、SOHC多球型燃焼室を採用したエンジンが、サイクロンエンジンの名称で大規模な販促活動が行われた事があった。サイクロンエンジンは日産・Z型エンジンの手法に類似した吸気ポート配置と燃焼室形状の工夫によって、必ずしもジェットバルブに頼らなくともスワールの発生が促せる機構で、登場当時はMCA-JETのような環境技術としてではなく、高出力化・高効率化を謳う目的のものであったが、この技術の確立によって、廉価な商用車（特に軽ボンネットバンや軽トラックなど）などに搭載されるSOHC2バルブヘッドでも更なるコストダウンの理由などにより、ジェットバルブの採用は行われなくなっていった。